# On s'était dit…
 (décembre 2021).
Si vous disposez d'ouvrages ou d'articles de référence ou si vous connaissez des sites web de qualité traitant du thème abordé ici, merci de compléter l'article en donnant les références utiles à sa vérifiabilité et en les liant à la section « Notes et références ».
Albums de Patrick Bruel
Plaza de los heroes
(1995) Juste avant
(1999)
On s'était dit… est un album de Patrick Bruel enregistré en concert en 1995.

## Titres
| No  | Titre                             | Durée |
| --- | --------------------------------- | ----- |
| 1.  | On t'attendait                    | 4:04  |
| 2.  | Place des Grands Hommes           | 4:45  |
| 3.  | J'suis quand même là              | 4:08  |
| 4.  | Dors                              | 4:46  |
| 5.  | Alors regarde                     | 5:48  |
| 6.  | Qui a le droit…                   | 5:05  |
| 7.  | Casser la voix                    | 4:16  |
| 8.  | Quoique                           | 3:46  |
| 9.  | Fernand                           | 4:45  |
| 10. | Combien de murs                   | 5:45  |
| 11. | Est ce que tu danseras avec moi ? | 4:29  |
| 12. | Décalé                            | 5:24  |
| 13. | Pars pas                          | 5:45  |
| 14. | J'te l'dis quand même             | 3:47  |
| 15. | S'laisser aimer                   | 4:50  |
| 16. | Pour exister                      | 5:18  |